# Большие Ключи (Марий Эл)
Большие Ключи (мар. Шокшем Памаш) — деревня в Сернурском районе Республики Марий Эл. Входит в состав Марисолинского сельского поселения.

## География
Находится в северо-восточной части республики Марий Эл на расстоянии приблизительно 11 км на северо-запад от районного центра посёлка Сернур.

## История
Известна с 1836 года, когда в ней насчитывалось 17 дворов и 178 жителей. В 1859—1873 годах числилось 34 двора с населением 344 человека, в 1877—1883 годах — 45 дворов. В 1884—1885 годах было 76 дворов, проживали 478 человек. 1925 году в деревне проживали 593 человека, русские. В 2005 году оставалось 82 двора. В 1920-е — 1930-е годы в деревне действовала церковь Иоанна Богослова. В советское время работали колхозы имени Будённого, «Победитель», «Восход», позднее СПК «Большие Ключи» и СПК "Колхоз «Восход».

## Население
Население составляло 252 человека (мари 63 %, русские 37 %) в 2002 году, 245 в 2010.

## Известные жители
Зубарева Хариесса Арсениевна (1883—1968) —  русский советский педагог. Заведующая, учитель начальных классов школ с. Марисола, д. Большие Ключи Сернурского района Марийской автономной области / Марийской АССР (1915―1951). Заслуженный учитель школы РСФСР (1951). Кавалер ордена Ленина (1949).